# 70 Ophiuchi
Désignations
70 Oph A : LFT 1390, LHS 458, LTT 15337

70 Ophiuchi (en abrégé 70 Oph) est une étoile binaire située à 16,6 années-lumière de la Terre dans la constellation d'Ophiuchus. En astronomie chinoise, elle fait partie de l'astérisme Zongren, représentant les aides d'un officiel responsable d'une famille royale.

## Propriétés
La première étoile, 70 Ophiuchi A, est une naine jaune-orange de type spectral K1 dans la séquence principale et d'une taille comparable au Soleil. La deuxième étoile est une naine orange de type spectral K5, plus petite et beaucoup moins lumineuse que sa sœur. L'orbite de la deuxième étoile est excentrique, passant à 11,4 ua de sa sœur au plus près, et à 34,8 ua au plus loin. Sa période orbitale est de 83 ans.

## Annonces d'un système planétaire
Des revendications de découvertes d'exoplanètes ont été faites depuis le XIXe siècle. L'une des plus anciennes implique l'étoile binaire 70 Ophiuchi. Quand ce système a d'abord été catalogué par William Herschel, il a commenté qu'il s'y trouvait possiblement un troisième compagnon invisible qui affecte l'orbite des deux étoiles visibles.
En 1855, le capitaine WS Jacob à l'observatoire de Madras de la Compagnie anglaise des Indes orientales a reporté des anomalies qui faisaient que la présence d'un « corps planétaire » dans ce système était « hautement probable ».
Dans les années 1890, Thomas JJ See de l'Université de Chicago et de l'Observatoire naval des États-Unis a énoncé que les anomalies prouvaient l'existence d'un corps sombre dans le système de 70 Ophiuchi, avec une période orbitale de 36 ans autour d'une des étoiles.
Néanmoins, Forest Ray Moulton publie alors un article prouvant qu'un système à trois corps avec de tels paramètres orbitaux serait hautement instable.

### Contraintes sur la possibilité d'un système planétaire
Les résultats négatifs par rapport à la présence d'exoplanètes dans ce système n'impliquent pas leur impossibilité. En 2006, une équipe de l’observatoire McDonald a déterminé que si ce système comporte des planètes, alors leur masse est entre 0,46 et 12,8 masses joviennes et que leur orbite était séparée en moyenne d'entre 0,05 et 5,2 ua .